# Parc des sports de Vandœuvre-lès-Nancy
Pour les articles homonymes, voir Parc des sports.
Le Parc des sports de Vandœuvre-lès-Nancy ou Parc des Sports Vandœuvre Nations, est un complexe omnisports situé à Vandœuvre-lès-Nancy en Meurthe-et-Moselle.

## Historique
Inauguré en 1973, le Parc des Sports est rénové et agrandi en 2002. 
Située au cœur du site sportif, la grande salle omnisports est le lieu de résidence du Vandœuvre Nancy Volley-Ball et du Grand Nancy Volley-Ball. Profondément rénovée, sa capacité d'accueil est de 1 850 places. La salle et ses annexes accueillent également divers événements comme les Championnats d'Europe universitaires de badminton, l'Open de Lorraine de taekwondo, des galas de boxe et d'arts martiaux. Le club de football de l'US Vandœuvre, évoluant en Régional 1, dispute ses rencontres sur le Terrain d'honneur Jacques Sonnet.

## Caractéristiques
Le complexe comprend, :
- une salle omnisports (1 850 places) ;
- une salle annexe (dimensions basketball) ;
- une salle d’escrime ;
- une salle de boxe ;
- une salle d’arts martiaux ;
- une salle de musculation ;
- deux terrains de football extérieurs (synthétique et engazonné).

## Évènements
- Ligue européenne féminine de volley-ball 2018.

## Galerie

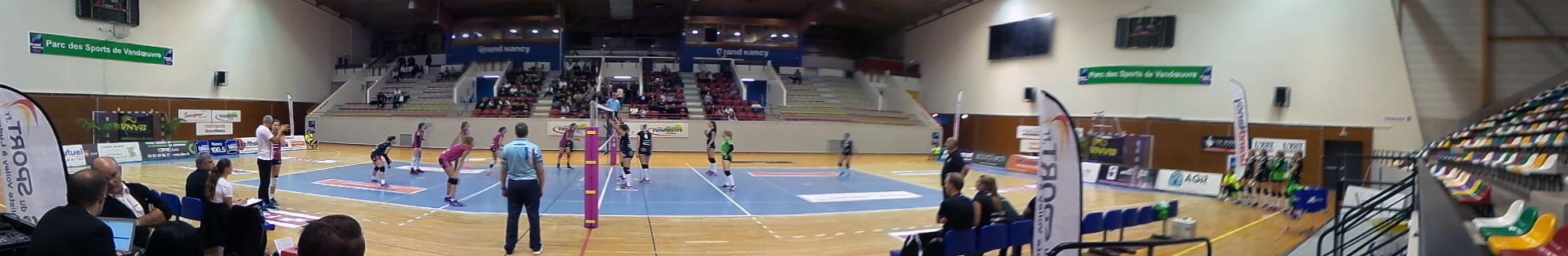
La salle principale du site en septembre 2017 en sport (vue sur la tribune de presse/VIP).